# Notoxus brachycerus
Notoxus brachycerus é uma espécie de insetos coleópteros polífagos pertencente à família Anthicidae.
A autoridade científica da espécie é Faldermann, tendo sido descrita no ano de 1837.
Trata-se de uma espécie presente no território português.